# Bullets and Octane
I Bullets and Octane sono un gruppo hard rock, formatosi nel 1998 a St. Louis, Missouri ma di stanza a Huntington Beach, in California. Il primo nome del gruppo fu Ultrafink, nome con cui pubblicarono un album intitolato Carbotrolly.

## Storia
Nel 2003 pubblicarono l'EP One Night Stand Rock N' Roll con l'etichetta Criterion Records, di proprietà di Jeremy Miller, frontman dei Sex N' Violence. Nel 2004, ancora con la Criterion Records, pubblicarono il loro secondo EP intitolato Bullets N' Octane.
Alla fine del 2004, pubblicano il loro primo album, intitolato The Revelry. Il secondo album, In the Mouth of the Young, venne pubblicato nell'aprile 2006, con l'etichetta Sony BMG/RCA Records.
Nel giugno 2007, dopo aver sciolto il contratto con la Sony e averne firmato uno con la ARES, riuscirono a pubblicare il terzo album, Song for the Underdog. Poco dopo la pubblicazione dell'album, James Daniel decise di lasciare il gruppo e venne rimpiazzato, nel 2008, da Kevin Tapia, rimpiazzato poco dopo da Kevin Besignano, chitarrista dei Sex N' Violence.
Il loro quarto lavoro, l'album omonimo Bullets and Octane, venne pubblicato su iTunes nell'aprile 2009.
Il 6 ottobre 2009 venne pubblicato Laughing in the Face of Failure una raccolta che include brani dai lavori precedenti e tre brani precedentemente pubblicati come B-Sides: "Pirates", "Murder Maria" e "Chemicals".
Nel 2013 pubblicano l'album 15.

## Formazione

### Formazione attuale
- Gene Louis – voce
- Brent Clawson – basso
- Ty Smith – batteria
- Jack Tankersley – chitarra
- Skye Vaughan-Jayne – chitarra

### Ex componenti
- James Daniel – chitarra
- Nate Large – chitarra
- Matt Rainwater – batteria
- Kevin Tapia – chitarra
- Brian Totten – batteria
- Kevin Besignano – chitarra ritmica

## Discografia

### EP
- 2003 – One Night Stand Rock N' Roll Band
- 2004 – Bullets 'N' Octane

### Album in studio
- 2004 – The Revelry
- 2006 – In the Mouth of the Young
- 2007 – Song for the Underdog
- 2009 – Bullets and Octane
- 2013 – 15

### Raccolte
- 2009 – Laughing in the Face of Failure